# Največji skupni delitelj
Nàjvéčji skúpni delítelj (tudi nàjvéčja skúpna méra) celih števil je v matematiki največji od deliteljev, ki so skupni številoma. Kot funkcijo se ga po navadi označuje z {\displaystyle D(n,k)\,}. V tuji literaturi ga označujejo z {\displaystyle \operatorname {GCD} (n,k)\,} ali z {\displaystyle \gcd(n,k)\,}, kot okrajšavo za angleški izraz greatest common divisor.
Zgled: 
- število 28 ima delitelje 1, 2, 4, 7, 14, 28
- število 24 ima delitelje 1, 2, 3, 4, 6, 12, 24
- skupni delitelji so 1, 2, 4
- največji skupni delitelj je 4, in se zapiše {\displaystyle D(24,28)=4\,}.

V najslabšem primeru imata števili samo enega delitelja 1 ({\displaystyle D(n,k)=1\,}) in v tem primeru sta števili tuji.
Obstaja več metod za določanje največjega skupnega delitelja, najbolj znani sta metoda s pomočjo razcepa na praštevila in Evklidov algoritem.
Programsko se lahko izračuna največji skupni delitelj dveh števil z uporabo funkcij MOD in DIV v paskalu
```
x
 
:=
 
28
;
 
// stevilo a

y
 
:=
 
24
;
 
// stevilo b

dmax
 
:=
 
1
;

for
 
i
:=
1
 
to
 
x
 
do
 
begin

   
if
 
((
x
 
mod
 
i
)
 
=
 
0
 
AND
 
((
y
 
mod
 
i
)
 
=
0
)
 
then
 
dmax
:=
 
i
;

end
;

writeln
(
dmax
)
;
 
//izpiše 4

```